# Jaime Filipe da Fonseca
Jaime Filipe da Fonseca OA • GOTE (Leiria, 26 de julho de 1910 - Beja, 1 de janeiro de 1962) foi um militar português e político do Estado Novo, morto por fogo amigo na Revolta de Beja.

## Biografia

### Carreira político-militar
Feito praça a 1930, é promovido a alferes em 1933, e a tenente em 1937. Terá feito curso com o amigo António de Spínola. Como tenente de Cavalaria, participa na Missão de Estudo do Estado Maior do Exército à Alemanha, desde 13 de março a 24 de julho de 1938. Torna-se então membro dos "Viriatos", corpo português em apoio aos fascistas na Guerra Civil de Espanha, até 9 julho de 1941. Recebendo então a Cruz de Guerra espanhola, a Cruz del Mérito Militar con distintivo rojo (Cruz de Mérito Militar com distintivo vermelho) e a Medalla de la Campaña (Medalha da Campanha), primeira classe. Ascende a capitão em 1944, recebendo o Grau de Cavaleiro da Ordem Militar de Avis em 1942, e em 1945 o Grau de Oficial desta ordem. É promovido a major em 1955 e a tenente-coronel em janeiro de 1961.
Comanda durante dez anos a Polícia Militar da Administração Geral do Porto de Lisboa, até 31 de março de 1961, quando estaria nomeado para ser Governador de Timor, mas devido à necessidade de reorganizar governo na sequência da Intentona Botelho Moniz, acaba sim por suceder a Francisco da Costa Gomes como Subsecretário de Estado do Exército, nomeação efectiva a 13 de abril de 1961.
Possuía ainda a medalha de Serviços Distintos e a de Mérito Militar.
Como subsecretário, da Fonseca acompanha o Ministro do Exército Pereira da Silva em visitas às tropas que embarcavam em grande número de Lisboa, exortando-os à "defesa da integridade da Pátria".

### Morte
Na madrugada de 1 de janeiro, é informado por telefone que estaria a decorrer uma tentativa de golpe em Beja, tendo sido tomado o Regimento de Infantaria n.º 3. Às 3h30m, de carro, desloca-se ao local com outros do seu gabinete. Pelo caminho, o excesso de velocidade em que o seu motorista se deslocava "quase ia provocando um acidente".
A cerca das 6h30m, sob a chuva torrencial, Jaime Filipe da Fonseca é, com o seu adjunto capitão Alves Ribeiro, um de dois homens que se aproximam a pé da porta do quartel. Ambos temerariamente à paisana, da Fonseca empunharia uma metralhadora. O vulto de da Fonseca é então atingido por "fogo amigo" dos nervosos sitiantes da Guarda Nacional Republicana do Capitão José Delgado, a partir de uma torre, vindo o Tenente-Coronel de Cavalaria e Subsecretário de Estado do Exército a sucumbir aos ferimentos.

#### Narrativas e memória

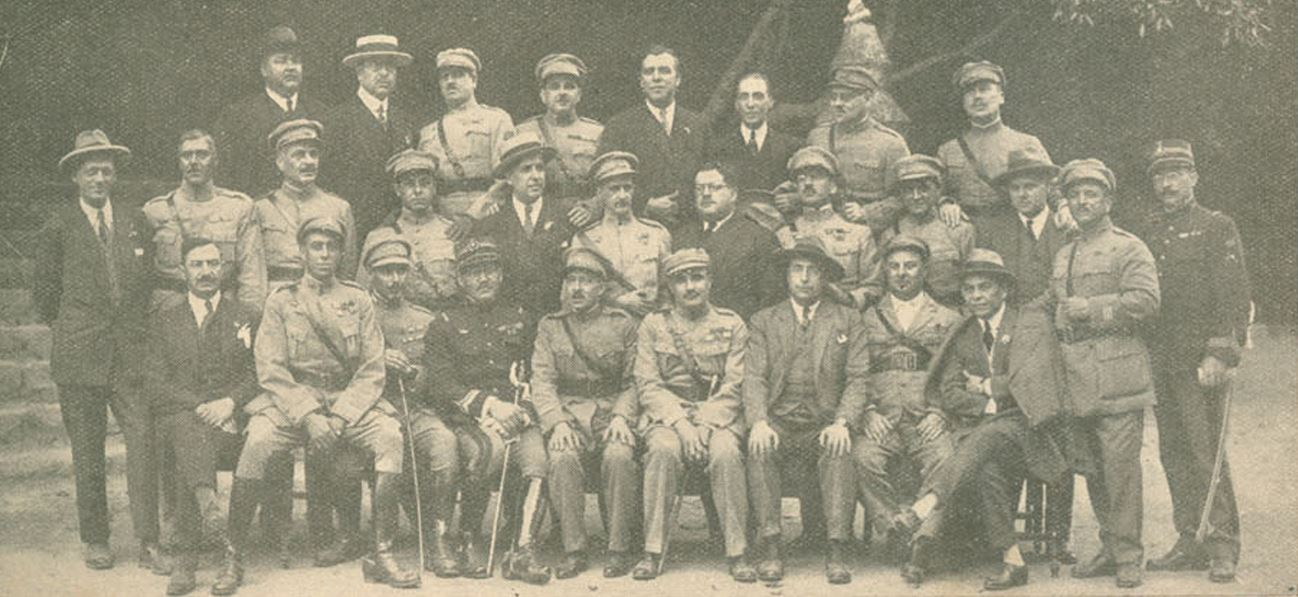
O pai, Jaime Fonseca, em 1926 (fila ao centro, 5.º a contar da direita), com os colegas da antiga Escola do Exército, que Jaime Filipe também frequentaria.

O regime hesita nos primeiros dias em divulgar uma narrativa coesa sobre os detalhes dos acontecimentos, jornais no dia noticiando que o subsecretário e o capitão Alves Ribeiro tinham sido simultaneamente alvo de fogo "do quartel" sitiado e também das próprias forças do regime, quando "completavam a ocupação daquele aquartelamento". Assim, na Assembleia Nacional, a 3 de janeiro de 1962, o seu presidente Mário de Figueiredo não permite que se façam comentários aos acontecimentos de Beja, "por não poder haver (...) período de antes da ordem", ficando apenas declarado um voto de pesar. Entretanto o governo justifica à imprensa que "foi já perto do final (...) que alguns elementos dos assaltantes que ocupavam ainda as imediações da casa da guarda, ao ripostarem ao fogo que sobre eles era dirigido, atingiram o malogrado subsecretário".
Uma fonte tardia indicaria que teria sido Henrique Calapez Martins, o protagonista da defesa do regime nessa noite, a atingir Jaime da Fonseca. Outras, incluindo o capitão Alves Ribeiro que acompanhava Jaime, que, sendo de facto "fogo amigo", veio da Guarda Nacional Republicana, o que viria a ser admitido em tribunal por Manuel Stedlin Baptista, coronel 1.º Comandante do Regimento de Infantaria n.º 3 ausente durante a intentona, por pressão de Cunha Leal. Isto apesar de o regime tentar provar que o subsecretário teria sido vítima de uma "rajada traiçoeiramente disparada pelo inimigo", "bailas traiçoreiras disparadas por elementos criminosos" "de metralhadora, arma esta talvez de marca estrangeira, clandestinamente introduzida no País, como tantas outras, para liquidarem os portugueses de lei", sendo retórica comum na propaganda isolacionista do regime o exagero no externar das causas dos problemas e dissidentes internos.
Supervenientemente, o regime irá criar várias cerimónias de celebração à derrota da intentona, condecorando os seus protagonistas pelo regime, como Jaime da Fonseca, mas também Calapez e o adjunto de Jaime, Alves Ribeiro. Da Fonseca receberia condecoração póstuma, "pela coragem (...) contra os insurrectos", de Grande-Oficial da Ordem Militar da Torre e Espada.
Tem funeral com honras de Estado, uma procissão fúnebre do Hospital da Estrela até à Praça do Duque de Saldanha em que marcam presença dezenas de figuras públicas, como os próprios Américo Tomás e Salazar, que então condecoram postumamente o subsecretário e prestam condolências à família, incluindo o filho militar. O préstito fúnebre segue então para o lugar de enterro em Leiria, sua cidade natal, cujo munícipio em 1963 deu o seu nome ao parque da cidade Jardim Tenente Coronel Jaime Filipe da Fonseca, nome que se manteve após a Revolução de 25 de Abril, revolução que muitos apontam ser sucessora da Revolta de Beja contra a qual Jaime da Fonseca se moveu.

### Vida pessoal
Filho do Coronel de Infantaria Jaime Thomaz da Fonseca, oficial veterano da 1ª Grande Guerra, e de sua esposa Ermelinda Filipe, filha do actor de teatro Álvaro Filipe. Irmão do doutor Álvaro Filipe da Fonseca, médico em Leiria.
Depois do liceu em Leiria, seguindo as pisadas do pai estudaria na Escola Militar, de lema Dulce et Decorum est pro Patria Mori (em português, "Doce e decoroso é pela Pátria morrer").
Casado com Maria Yolanda Martins d'Azevedo Zúquete (Leiria, 22 de março de 1910 - Lisboa, 2 de abril de 2000, descendente de Jerónimo de Azevedo), em agosto de 1934, em Lisboa. Tiveram dois filhos:
- Maria Yolanda Zúquete da Fonseca,[nota 3] nascida a 1937 em Leiria. Casa com o doutor Victor Manuel Caulino Passos de Almeida.[30][31]
- Jaime Tomás Zúquete da Fonseca,[nota 4] nascido em 1940, em Lisboa. Viria também a ser militar, na altura da morte do seu pai aspirante na Academia Militar. Servindo na Guiné sob Spínola, que seria seu padrinho,[2] é Capitão e depois Major Piloto Aviador de helicópteros na Base Aérea n.º 12 (acompanhando o governador em missões diplomáticas ao Senegal),[32][33] e no Aeródromo-Base n.º 1 à data do 25 de Abril. Torna-se membro da Casa Militar do presidente Spínola.[34] A 26 de setembro de 1975, encontra-se na tribuna presidencial na tourada no Campo Pequeno onde Spínola reúne uma manifestação em seu apoio,[35] no 28 de Setembro encontrando-se em Lisboa com Spínola.[36] Acompanhando Spínola a Tancos,[37] é um dos pilotos que helitransporta os oficiais e soldados da intentona spinolista de 11 de Março, fugindo depois com Spínola para Espanha,[27] sendo então expulso das Forças Armadas.[38][39] Em exílio no Brasil,[2][40] é amnistiado[41] e restituído ao posto, vindo a ascender a Coronel Piloto Aviador já em democracia, posicionado na Base Aérea n.º2 e vindo a ser comandante adjunto da mesma.[42] Aposenta-se em 1995.[43] Faleceria em 19 de janeiro de 2021.[13][44][45][30][46][47] Jaime Tomás teve por filhos Jaime Filipe Gomes Cruz Zúquete da Fonseca e João Miguel Gomes Cruz Zúquete da Fonseca.[48]